# きみに伝えたいこと
『きみに伝えたいこと』（原題:A Journal for Jordan）は2021年に公開されたアメリカ合衆国のドラマ映画である。監督はデンゼル・ワシントン、主演はマイケル・B・ジョーダンとシャンテ・アダムスが務めた。本作はダナ・カネディが2008年に発表した自叙伝『A Journal for Jordan: A Story of Love and Honor』を原作としている。
本作は日本で劇場公開されなかったが、2022年7月6日にデジタル配信が始まった。

## 概略
チャールズ・モンロー・キング一等軍曹はイラクで戦死したが、その死の直前まで、祖国にいる幼い息子（ジョーダン）に宛てた日誌を書き続けていた。軍曹の婚約者、ダナ・カネディはジョーダンに日誌を読み聞かせる中で、軍曹との忘れ得ぬ思い出の数々を振り返っていく。

## キャスト
- チャールズ・モンロー・キング一等軍曹：マイケル・B・ジョーダン（吹替：杉村憲司）
- ダナ・カネディ：シャンテ・アダムス
- ジョーダン：ジャロン・クリスチャン
- T・J・カネディ：ロバート・ウィズダム
- ペニー・カネディ：タマラ・チュニー
- グウェン・カネディ：ジャスミン・バチェラー
- マイク・カネディ：マーチャント・デイヴィス
- ミリアム：スーザン・プルファー
- ロビン：ヴァネッサ・アスピルガ
- チロ：グレイ・ヘンソン
- マニー：ジョニー・M・ウー
- シェイファー：デヴィッド・ウィルソン・バーンズ
- カレシア：メラニー・ニコルズ＝キング

## 製作・音楽
2018年1月29日、ダナ・カネディの自叙伝を映画化するに際し、ソニー・ピクチャーズがデンゼル・ワシントンを監督に、ヴァージル・ウィリアムズを脚色に起用したと報じられた。2019年2月21日、マイケル・B・ジョーダンが本作の出演交渉に臨んでいるとの報道があった。2020年10月、シャンテ・アダムスの出演が決まった。
2021年2月、ジョニー・M・ウー、ロバート・ウィズダム、ジャロン・クリスチャンの起用が発表された。3月、タマラ・チュニーがキャスト入りした。8月23日、マーセロ・ザーヴォスが本作で使用される楽曲を手掛けるとの報道があった。12月17日、ソニー・クラシカルが本作のサウンドトラックを発売した。

## マーケティング・興行収入
当初、本作は2021年12月10日にニューヨークとロサンゼルスで限定公開された後、22日に全米公開される予定だった。しかし、最終的に限定公開は取りやめとなり、全米公開日も同月25日に延期された。
2021年8月12日、本作のティーザー・トレイラーが公開された。11月4日、本作のファイナル・トレイラーが公開された。12月9日、本作はニューヨークのAMCリンカーン・スクエア・シアターでプレミア上映された。25日、本作は全米2500館で封切られ、公開初週末に220万ドルを稼ぎ出し、週末興行収入ランキング初登場7位となった。

## 評価
本作に対する批評家の評価は平凡なものに留まっている。映画批評集積サイトのRotten Tomatoesには56件のレビューがあり、批評家支持率は41%、平均点は10点満点で5.2点となっている。サイト側による批評家の見解の要約は「『きみに伝えたいこと』の実話に基づくストーリーは感動的なものだが、スクリーン上ではどうにもぎこちなく映る。そうなったはデンゼル・ワシントンの凡庸な演出と感傷的に過ぎるアプローチが原因である。」となっている。また、Metacriticには19件のレビューがあり、加重平均値は42/100となっている。なお、本作のCinemaScoreはA-となっている。
『ガーディアン』のピーター・ブラッドショーは本作に5つ星評価で星2つを与え、「肝心な日誌の内容が面白くもないし、感動的でもない。ニコラス・スパークスの小説を思わせるような捻りは必要ないが、ある程度の深みやインパクトは必要だった。がっかりさせられた一作」と評している